# Transports durant les Jeux olympiques et paralympiques d'été de 2024
 (septembre 2024).

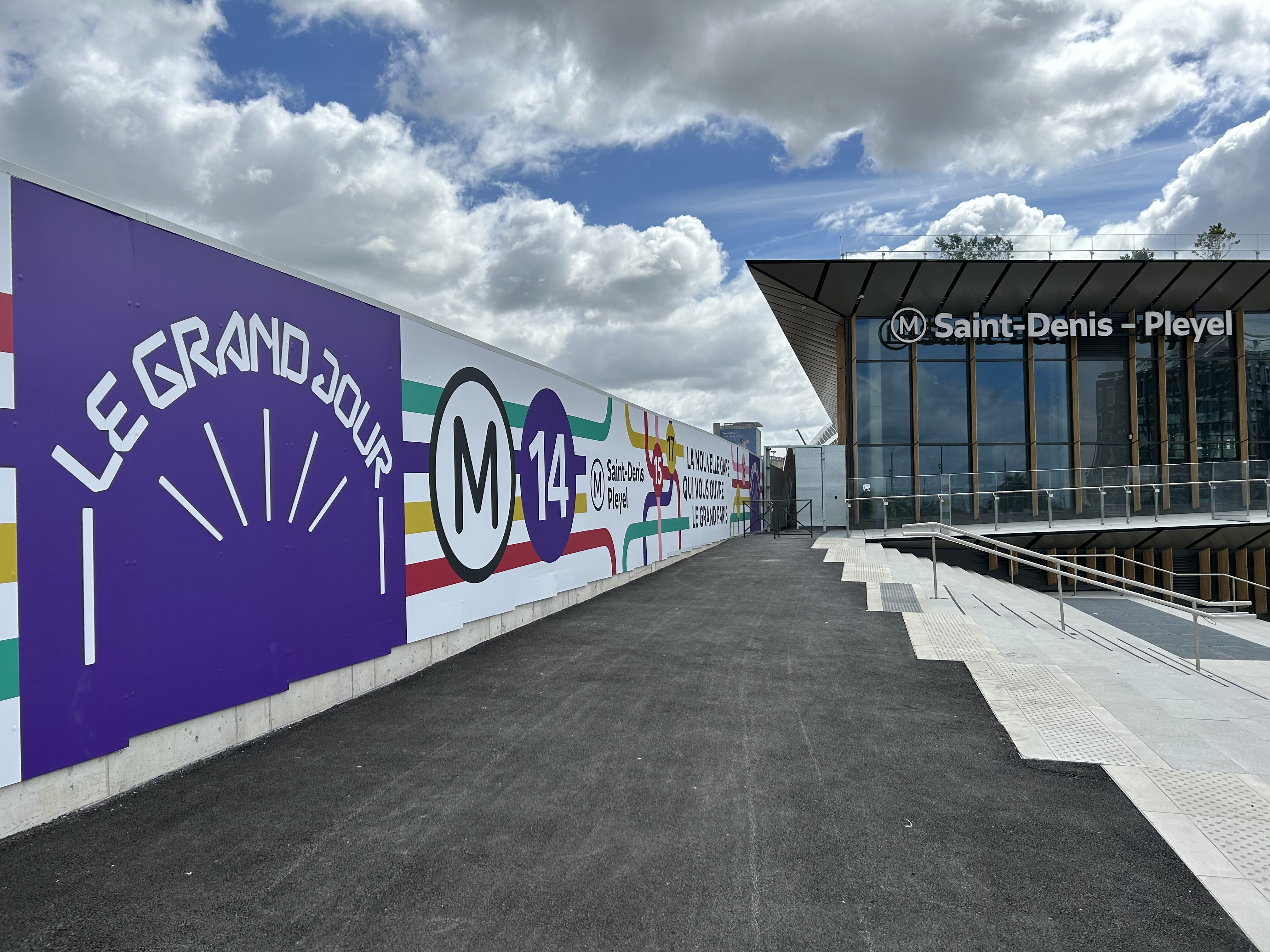
La station de métro Saint-Denis Pleyel de la ligne 14 inaugurée en juin 2024.

Les transports durant les Jeux olympiques et paralympiques d'été de 2024 sont un élément essentiel de leur réussite pour un bon acheminement des spectateurs vers les sites de compétition.
En région parisienne, l'organisation des transports en commun est dirigée par Île-de-France Mobilités qui coordonne les contrats des transporteurs. L'autorité organisatrice devient aussi partenaire officiel des Jeux en juillet 2023 afin de faciliter l’organisation des transports durant les compétitions.

## Contexte des transports publics en Île-de-France

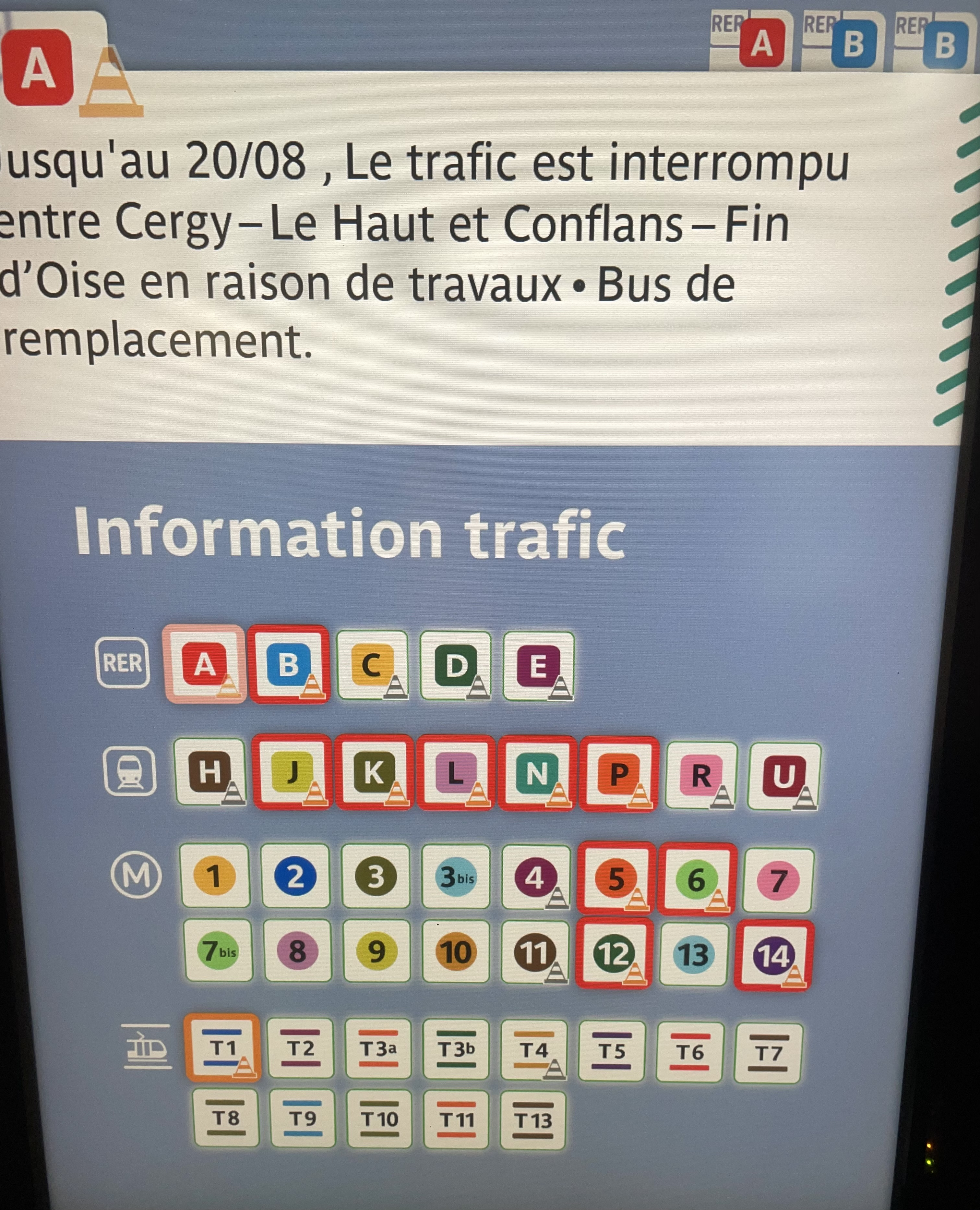
Durant l'été 2023, de nombreuses lignes sont perturbées pour travaux.

En Île-de-France, où se déroulent la majorité des épreuves, les Jeux olympiques et paralympiques (JOP) représentent la desserte de 25 sites (13 dans Paris et 12 en Petite et Grande Couronne) avec 50 sessions par jour pour les Jeux olympiques et 17 sites (dont 10 dans Paris et 7 en Petite Couronne) avec 18 sessions par jour pour les Jeux paralympiques, pour des totaux respectifs de 767 sessions au total, dont les deux cérémonies d'ouverture et de clôture, et 261 sessions, dont les deux cérémonies d'ouverture et de clôture. Ces événements représentent 500 000 spectateurs par jour pour les Jeux olympiques et 300 000 pour les Jeux paralympiques), qui s'ajoutent aux autres motifs de mobilité, dont la fin des congés d'été et la rentrée scolaire début septembre. IDFM a orienté les mobilités non liées aux JOP sur des itinéraires adaptés et favorisera le télétravail et les reports de circulation vers le vélo et le covoiturage.
En février 2023, une mission d'information de l'Assemblée nationale estimait que « la réussite de la France à organiser les Jeux sera notamment jugée à l’aune de sa capacité à gérer les déplacements de personnes », alors que pas moins de 600 000 spectateurs, dont 35 % en provenance de l’étranger, et 200 000 personnes accréditées devront être transportées quotidiennement. La mission regrette que le Comité stratégique des mobilités ne se soit réuni pour la première fois qu'en décembre 2022 et qu'un coordinateur national des mobilités aux JOP, Florent Bardon, n'ait été nommé que ce mois-là.
Au-delà de l'impact sur les chantiers, la pandémie de Covid-19 a désorganisé les réseaux de transport avec notamment un arrêt des recrutements consécutifs à une baisse de l'offre, des démissions et un absentéisme en hausse qui ont entraîné une forte dégradation de l'offre dès la fin de l'été 2022 (avec un quart du service bus non assuré) sensible jusqu'au printemps 2024 (encore près de 10% du servie non assuré sur le réseau bus de la RATP ou une ponctualité de seulement 84% du RER C), pénalisé notamment par le manque de conducteurs à la SNCF) malgré une forte reprise des formations. En décembre 2023, cinq lignes de métro (13, 6, 3, 2 et 8) restaient encore à une régularité inférieure à 90 %, loin des standards antérieurs de la plupart d'entre elles.
Pour répondre à l’augmentation du flux de voyageurs sur les différentes lignes par rapport à un été normal, l'offre de transport sera renforcée de 15 % et concentrée dans le cœur d'agglomération et sera maximale pour les lignes desservant des sites olympiques comme les RER B et D, la ligne T11 et la ligne 14, renforcées par des navettes bus pour certains sites. L'objectif du Comité d'organisation des Jeux olympiques et paralympiques de Paris 2024 est de permettre à 100 % des spectateurs de rejoindre les sites olympiques et paralympiques en transports collectifs. Une application mobile, disponible au printemps 2024, devra faciliter les déplacements des spectateurs en proposant un calculateur d'itinéraires pouvant s'adapter aux aléas. Pour informer les voyageurs, 5 000 agents identifiables grâce à leurs chasubles violettes, doivent être déployés dans les gares et stations, où sera apposée une signalétique spéciale. Sur les plans de lignes, les sites sont indiqués en rose, tout comme la signalétique en station
Contrairement aux années précédents, le réseau ne connaîtra pas d'interruption liées à des travaux d'été en 2024. Les chantiers sont gelés sur le réseau Francilien du 8 juillet à fin septembre. En revanche, ils sont nombreux en 2023 sur le réseau et au premier semestre 2024 sur la ligne 14 avec des interruptions de trafic sur plusieurs week-ends et durant les vacances scolaires.

### Sécurité dans les transports
Le dispositif de sécurisation du réseau d'Île-de-France Mobilités est planifié et coordonné sous l’autorité de la Préfecture de police. La loi olympique du 19 mai 2023, qui fait du Préfet de police de Paris l’unique préfet responsable de la sécurité et de l’ordre public en Île-de-France, élargit le champ des images de vidéoprotection visibles par les agents de la SNCF et de la RATP intégrés au centre de coordination de la sécurité des transports franciliens. La coordination de la sécurité dans les transports s'opère depuis l'été 2022 à partir du Centre de commandement opérationnel de sécurité (CCOS) qui regroupe tous les acteurs au sein de locaux communs situés à la préfecture de police.
Aux 3 000 agents de sécurité permanents, devraient s'ajouter 5 000 agents temporaires et plus de 50 brigades cynophiles de détection d'explosifs. Ils seront déployés sur le réseau francilien pour intervenir sur les objets délaissés. Le CCOS est relié à 101 000 caméras de vidéosurveillance disposées sur l’ensemble des réseaux de transport franciliens. Durant les JO, les patrouilles passeront de 125 à 700 par jour avec un effectif d'agents des polices de transports portés de 1 100 à 1 300.

### Accessibilité des transports
Hormis la ligne 14 qui l'est entièrement, l'accessibilité du métro est très partielle. Tout le réseau de tramway l'est en revanche, de même que la grande majorité des gares Transilien. Selon le Conseil régional, 200 gares sont accessibles début 2023 et « environ 240 » sur 266 le seront en 2024, dont toutes les gares desservant les sites olympiques.
La plupart des lignes de bus sont accessibles aux personnes à mobilité réduite (PMR), mais avec une capacité limitée en cas de forte demande, comme lors des Jeux paralympiques, ce qui conduit le Gouvernement à vouloir rendre accessibles 1 000 taxis aux personnes en fauteuil roulant. Les transports collectifs permanents seront donc complétés par des navettes disponibles dans toutes les gares parisiennes afin de rejoindre tous les sites olympiques

### Titres de transports spécifiques en Île-de-France

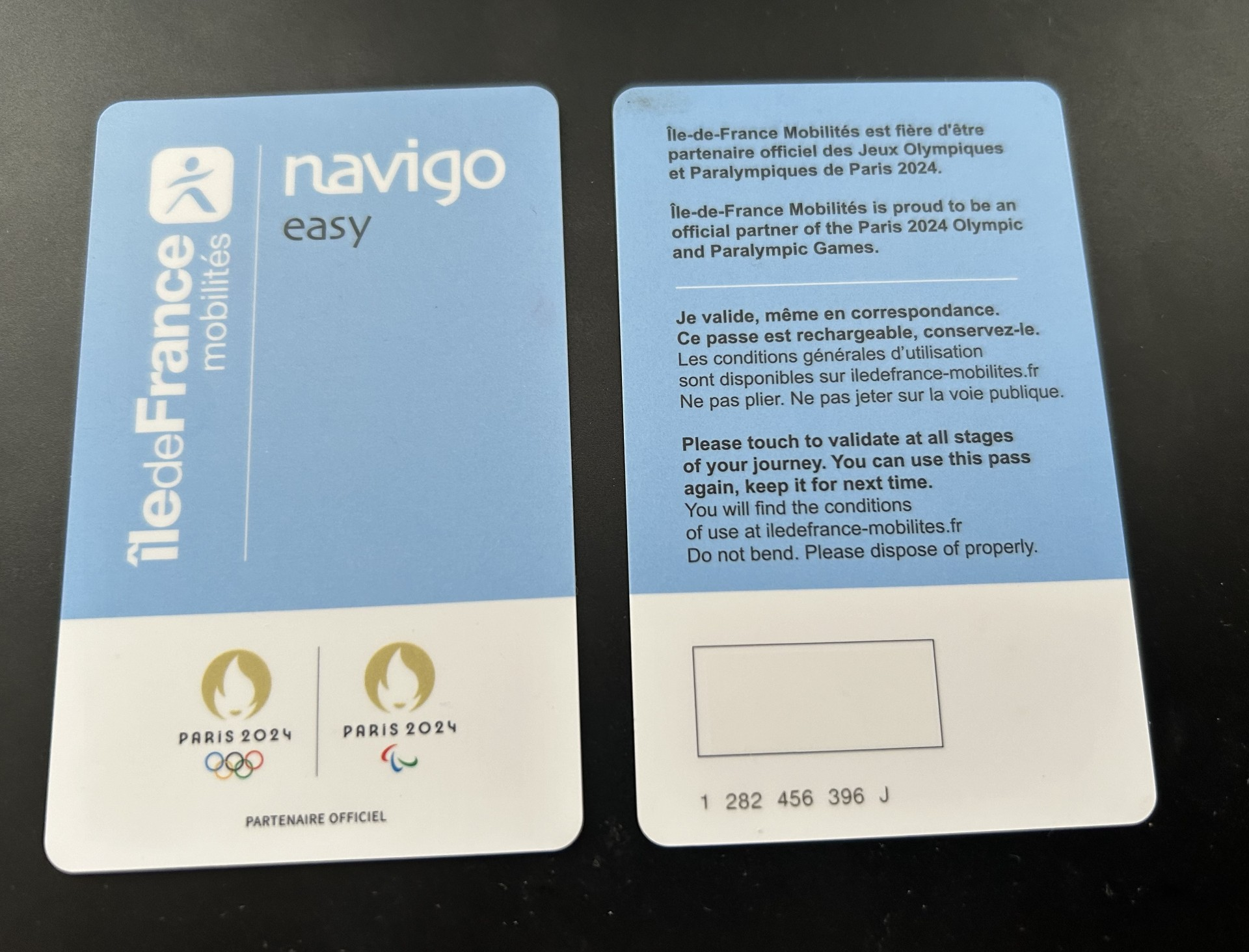
Carte Navigo Easy avec le logo olympique.

Au moment de la candidature de Paris pour l'attribution des JOP, il était proposé d'assurer une gratuité des transports en commun pour les détenteurs de billets pour assister aux épreuves, mais après la révision budgétaire effectuée en 2022 à la suite de la crise inflationniste, Paris 2024 a renoncé au financement de cette mesure. Île-de-France Mobilités déclarant ne pas vouloir faire payer aux abonnés franciliens les surcoûts engendrés par l'adaptation du plan de transports durant l'été 2024, cet organisme annonce des tarifs plus importants,.
Du 20 juillet au 8 septembre, un titre de transport temporaire nommé « passe Paris 2024 », autorisant un nombre illimité de trajets en Île-de-France, est vendu au tarif de 16 € pour une journée ou 70 € par semaine (avec des tarifs intermédiaires en fonction du nombre de journées : 30, 42, 52, 60 et 66 €). Sur cette même période, le tarif de certains billets sera relevé : 4 € pour le ticket t+, 32 € pour le forfait de 10 trajets par la carte Navigo Easy et 16 € pour un ticket origine-destination vers les aéroports d'Orly ou de Roissy. Les autres forfaits touristiques seront suspendus. Les titres de transports Navigo et Liberté + restent inchangés pour les abonnés franciliens.

### Informations sur les mobilités
En amont des JOP, le Gouvernement lance un site et une campagne de communication Anticiper les Jeux, afin de signaler les modifications de circulations et inciter aux reports modaux appropriés.
Durant les JOP, l'application multilingue de calcul d'itinéraires  Transport Public Paris 2024 tiendra compte des modifications du réseau habituel de transports publics, mais aussi de sa charge afin de conseiller l'itinéraire le plus confortable entre différents itinéraires possibles.

### Déplacement des délégations
Les organisateurs estiment qu'un gros tiers des émissions de gaz à effet de serre liés aux JOP sera lié aux transports des athlètes et des spectateurs. S'il est difficile d'éviter le transport aérien pour la plupart des délégations nationales, les comités nationaux belge, britannique et néerlandais se sont engagés à arriver par le train. En parallèle dans le village olympique pour faciliter le déplacement des délégations vers les aéroports franciliens, le groupe ADP prévoit la construction d'une zone enregistrement des bagages à J-1 avant le vol permettant ainsi aux bagages les plus volumineux d'être acheminé directement par une organisation dédiée à l'aéroport prévu.
Une gare routière temporaire est édifiée en bordure Est du village olympique pour véhiculer en car les athlètes et leurs accompagnateurs en direction des sites de compétition et d'entraînement.
Lancé durant l'hiver 2022-2023, le premier appel d'offres émis par Île-de-France Mobilités pour transporter les 200 000 personnes accréditées, ce qui requiert un important parc de matériel et la disponibilité de nombreux professionnels de la route, s'est cependant révélé infructueux.
Durant les Jeux, les bretelles de l'autoroute A1 de la Porte de Paris à Saint-Denis seront réservées aux usages olympiques, avant d'être démantelées en 2025. Pour conserver la possibilité d'entrer et sortir de l'autoroute A86, le demi-échangeur de Pleyel est complété par deux nouveaux sens de circulation,.

## Par mode de transports

### Prolongements et nouvelles infrastructures de transports lourds

Plan de la ligne 14 du métro de Paris, fraîchement prolongée, la veille de la cérémonie d'ouverture des JO.

La principale nouvelle infrastructure livrée pour les JOP est le prolongement de la ligne 14 du métro, en juin 2024, au nord jusqu'à Saint-Denis Pleyel, aux abords du village olympique et des sites des compétitions de Saint-Denis et au sud jusqu'à l'aéroport d'Orly. Le calendrier de ce chantier crucial est tendu. Ainsi, dans leur rapport de juillet 2023, les animateurs de la mission d'information de l'Assemblée nationale expriment des réserves sur la date de disponibilité du prolongement au sud. Début 2024, la ligne 14 est l'objet de plusieurs périodes de fermeture notamment lors des vacances scolaires pour préparer la modernisation, la fiabilisation et l'extension de la ligne avant l'été.
La composante piétonne du franchissement urbain Pleyel, qui met en correspondance la station Saint-Denis Pleyel de la ligne 14 avec la gare du Stade de France - Saint-Denis du RER D et son parvis est assemblée dans les délais au-dessous des voies ferroviaires nord : cet axe piéton doit représenter 10 et 15 % des flux vers le Stade de France et le centre aquatique.
Le prolongement du T3b vers l'ouest de la porte d'Asnières à la porte Dauphine voit le jour en avril 2024.

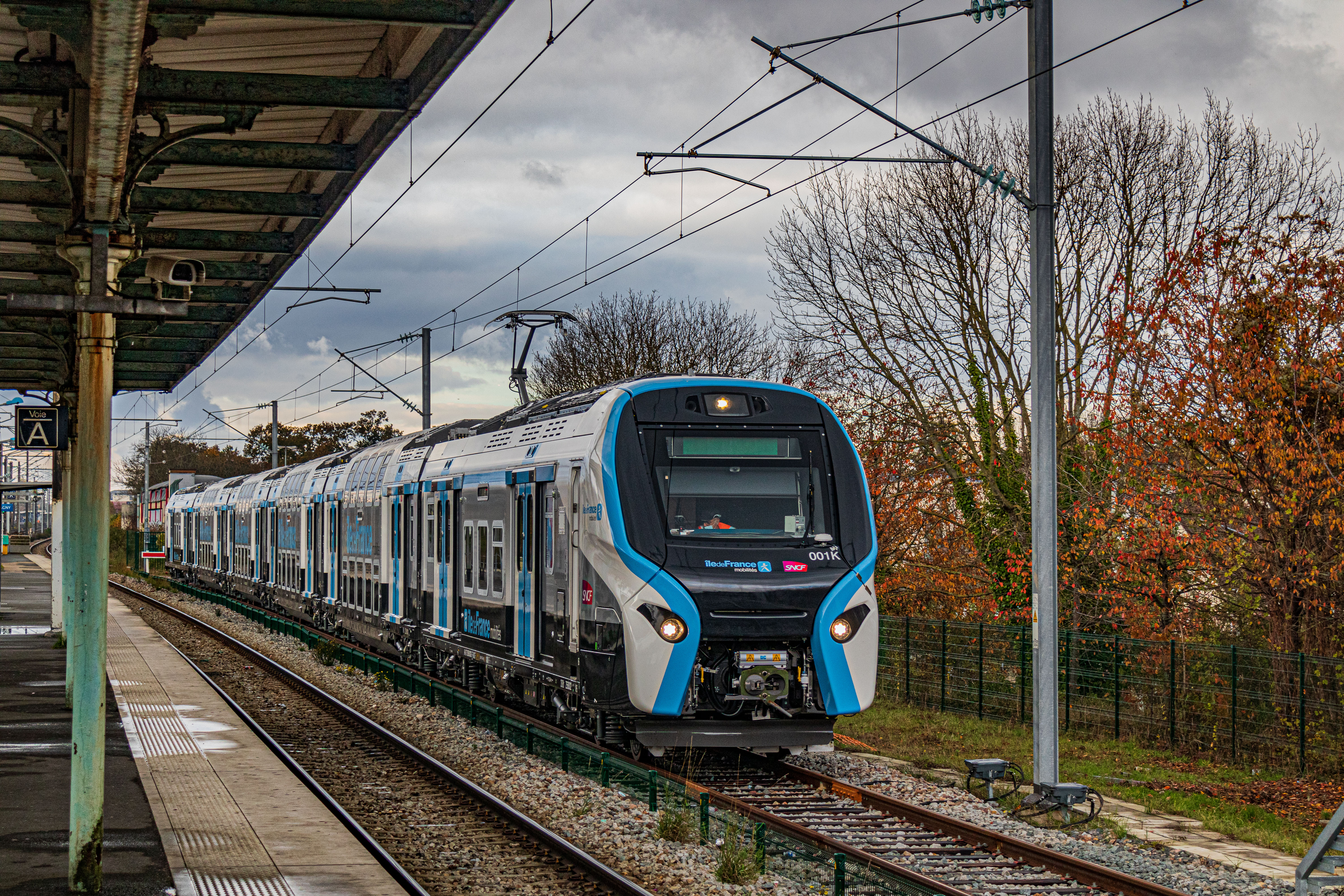
Un RER NG de la ligne E.

L'achèvement du prolongement de la ligne 14 se fait à marche forcée et n'aurait pas été réalisée à cette échéance sans l'impératif des JOP. En revanche, certaines infrastructures envisagées lors de la phase de candidature, notamment la station Villejuif - Gustave Roussy, ne sont pas disponibles pendant les JO. Officialisé en 2021, le report à 2026 des premières phases des lignes 16 et 17 entraîne dès 2020 un ajustement des localisations des sites de compétition en Seine-Saint-Denis, avec le retrait d'épreuves capacitaires, comme le volley-ball, au profit de l'escalade au Bourget,. La liaison directe CDG Express entre Paris et l'aéroport de Roissy est reportée à 2027.
D'autres réalisations ne seraient que partielles. Ainsi, le prolongement du RER E vers l'ouest, desservant notamment la porte Maillot, ne bénéficiera que d'une mise en service partielle au 1er avril 2024 entre les gares de Magenta et Nanterre-La Folie à raison d’un train toutes les 15 minutes et seulement de 10 h à 16 h, la faisabilité d'un renfort en période de compétition restant à confirmer, même si Nanterre est desservi également par d'autres lignes déjà en service, le RER E étant plutôt un complément bienvenu. Cette desserte sera permise par l'arrivée à compter de la fin 2023 d'un nouveau matériel roulant sur la ligne E.

### Adaptation des gares

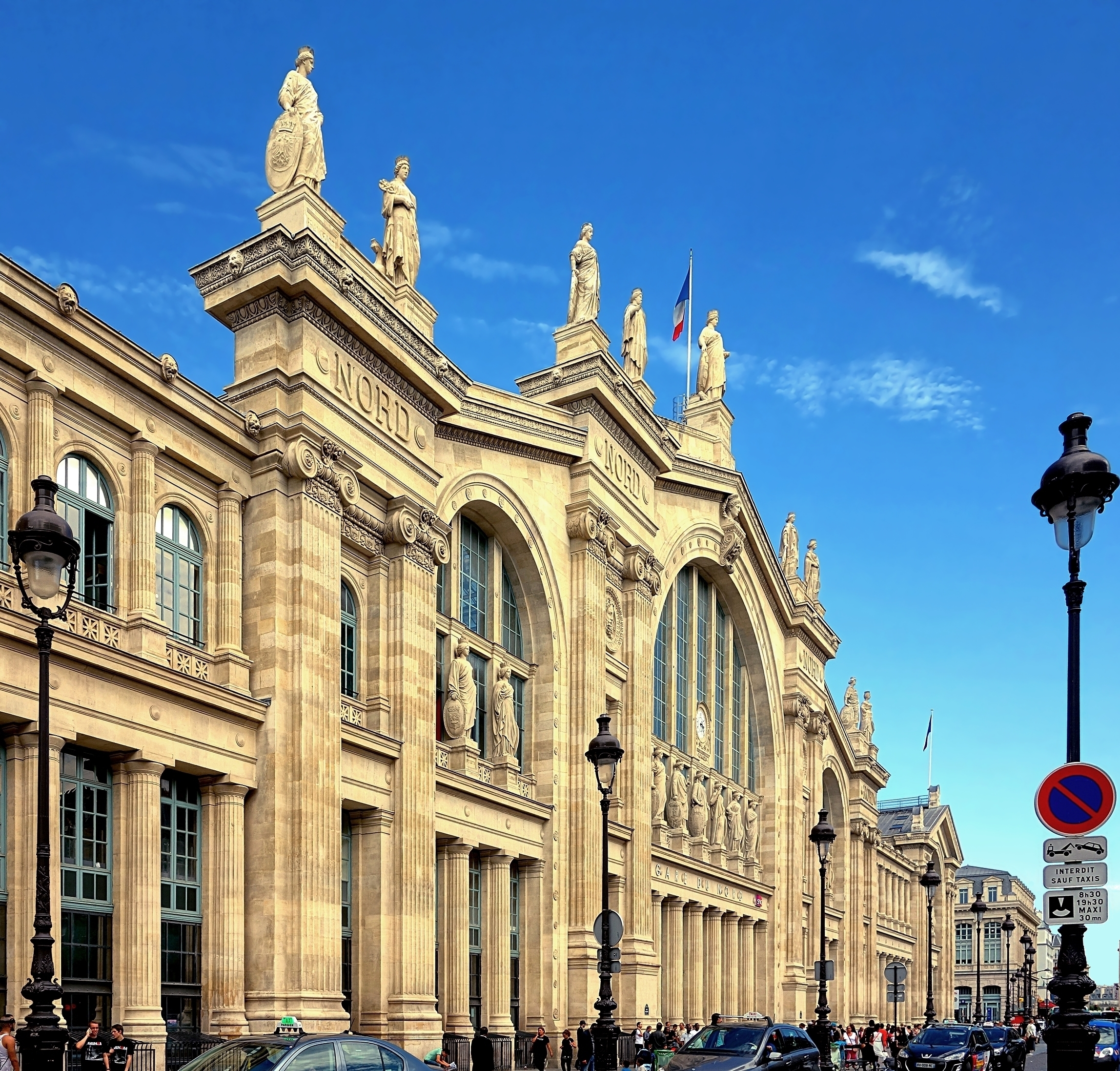
Façade de la gare du Nord.

Le projet d'une modification profonde de la gare de Paris-Nord avant 2024 a été abandonné au profit du projet Horizon 2024 de 50 millions d’euros. Des espaces supplémentaires sont créés par la réduction de certains espaces commerciaux. Pour Eurostar, le nombre de lecteurs automatiques de passeports est porté de 5 à 10 afin de fluidifier les formalités d’embarquement rallongées depuis le retrait du Royaume-Uni de l'Union européenne. La gare Transilien voit ses escaliers mécaniques modernisés et les quais des RER gagner en espace. Le parvis de la gare doit être réaménagé en 2024 et réservé aux piétons, une fois que la station de dépôt des taxis aura été transférée dans les parkings souterrains. Le côté est de la gare doit recevoir une nouvelle gare routière ainsi qu'une halle à vélos sécurisée de 1 200 places.
Proche de la base nautique de Vaires, la mise en accessibilité de la gare de Vaires - Torcy est effective début 2023,.
La gare de Saint-Denis (RER D et ligne H) est l'objet de travaux de mise en accessibilité et d'accroissement de capacité pour 2023,.
Durant les Jeux, le nettoyage sera renforcé dans 120 gares et stations impactées par la hausse du nombre de voyageurs.

### Réseau de bus

#### Contexte de mise en concurrence
Dans le cadre de l'ouverture à la concurrence des transports publics, la période des Jeux concerne particulièrement le réseau de bus à Paris qui devait être négociée en 2024 pour être effective en janvier 2025. Afin de limiter les risques de perturbations et de conflits sociaux, le calendrier doit être repoussé d'environ deux ans : les lots les plus excentrés seraient attribués par Île-de-France Mobilités entre septembre 2024 et la fin du premier semestre 2025, alors que les lots de Paris-intramuros ne le seraient que fin 2026,. Cette question est d'autant plus sensible que dans la foulée de la reprise du trafic après la pandémie de Covid-19, les réseaux souffrent d'une insuffisance de conducteurs.
Par ailleurs, les incidents constatés en mai 2022 lors de la finale de la Ligue des champions liés en partie à des grèves sur le réseau RER ont mis en lumière la fragilité des conditions de transports lors des grands événements. Alors qu'un préavis a été déposé durant l'été 2023 en amont des matches au Stade de France de la Coupe du monde de rugby, la SNCF et RATP anticipent des négociations pour l'octroi de primes aux agents durant les JOP.

#### Modification et renforcement des circulations

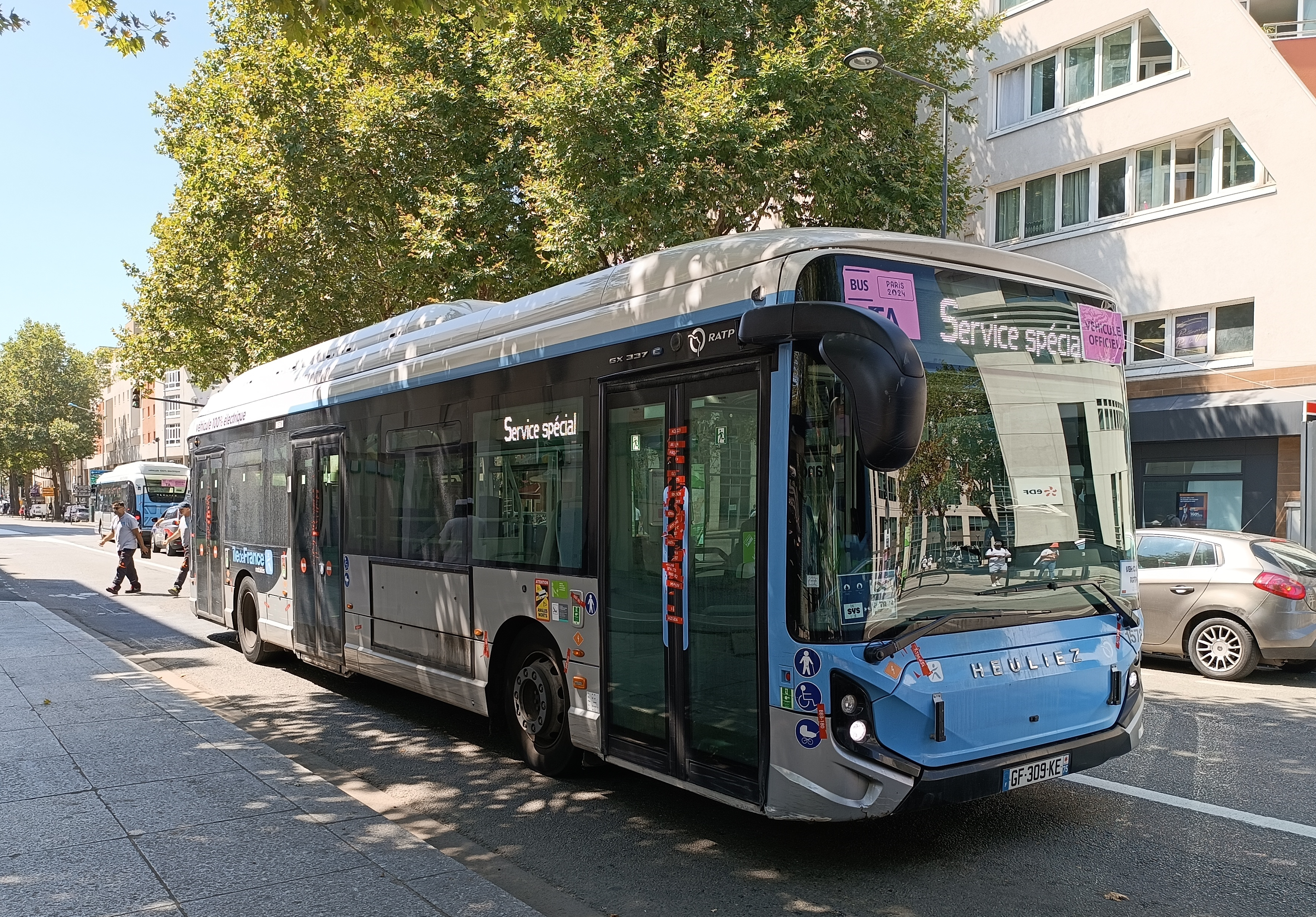
Un Heuliez GX 337 électrique de la RATP affecté sur une navette transportant les athlètes depuis le village olympique, le 6 août 2024. Le véhicule est couvert de scellés rouges.

Par rapport à un été normal, la fréquence de circulation des bus sera plus importante, mais presque toutes les lignes à Paris verront leur parcours modifié. Ainsi, selon un sondage réalisé en octobre 2023, les Parisiens sont nombreux à se déclarer préoccupés par la disponibilité des transports (78 %) et la durée des trajets (76 %).
Un réseau de cars va renforcer la desserte des sites les moins équipés en transports. Leur lieu de remisage venant renforcer le réseau permanent est installé sur les anciens parkings de l'ex-usine Citroën à Aulnay-sous-Bois, qui se situe à proximité des autoroutes A1, A3 et de la Francilienne.
En raison des périmètres occupés par les sites de compétition ou de célébration, plusieurs lignes de bus seront déviés pendant, voire avant et après les JOP. Six lignes (les 32, 42, 63, 69, 72 et 86) avaient déjà été « redessinées », dès le début du printemps, pour lancer le montage de certaines installations, auxquelles se sont ajoutées courant mai d’abord puis début juin 10 autres (les 28, 30, 45, 73, 82, 83, 84, 87, 93 et 94), soit 16 lignes modifiées. Sur l’ensemble de la période des JOP et ses abords, ce sont 190 lignes (soit 58 % des 330 lignes RATP de la « zone centre ») qui doivent être modifiées à un moment ou un autre, avec des pics simultanés à plus de 100 le 26 juillet, jour de la cérémonie d’ouverture et le samedi 3 août pour la course cycliste sur route.
Le réseau de bus de nuit Noctilien est renforcé durant les épreuves, notamment à proximité des lieux festifs tels que le Club France de la Villette, avec trois passages par heure au lieu de deux (dix pour les lignes N01 et N02).
Les trajets actualisés sont signalés sur l'application Bonjour de la RATP et l’application événementielle Transports Public Paris 2024 lancée par IDFM.

### Transports routiers
En appoint des transports en commun, les taxis auront un rôle significatif pour les personnes en situation de handicap.
Les taxis ont accès aux voies olympiques, alors que les VTC n'en disposent pas.
Le ministre des transports Clément Beaune s'est indigné début 2024 que malgré l'obligation légale instaurée en 2016 un tiers des taxis refusent le paiement en carte bancaire.
Alors que les poids lourds sont interdits de circuler le week-end, cette interdiction est levée du 1er mai au 31 octobre 2024 (sauf certains samedis), pour approvisionner les sites olympiques, mais interdit aux cars transportant des enfants de circuler sur de longues distances les samedis 27 juillet et 3 août, sauf s'ils doivent se rendre sur les sites olympiques.

### Adaptation du plan de transports à l'été 2024
Avant que le service ne soit renforcé pendant les JOP, il est abaissé en amont afin de permettre des prises de congés des conducteurs. Ainsi, le service d'été est anticipé d'une semaine avec une desserte. Et sauf (pour les RER A et B, les lignes K, U et R, les tram-trains T4, T11, T12 et T13), le service réduit sera encore moins soutenu de 10% que les autres années sur certains axes, ce qui est notamment sensible sur la ligne C du RER ou encore sur la  ligne N où la FNAUT déplore que sur la fréquence au quart d'heure n'est pas tenue avec la suppression de certaines missions, entraînant alors des attentes de 30 minutes en gare de Clamart
En période JOP, le service est en revanche renforcé sur les axes-clés. Si des secteurs comme le sud-est parisien sont peu concernés par les déplacements motivés par les JOP, les lignes les plus sollicitées seront, pour le métro, les lignes 8, 9, 10, 12, 13 et 14. La 1, la 5 et la 6 seront aussi concernées en raison des fan-zones ou lieux de festivités qu’elles desservent. Sur le réseau Transilien, sont concernées les lignes J (branche Argenteuil), L, N, P et U ainsi que le tramway T3b, le T11 et le T13 ainsi que les RER B, C et D.
Pour absorber le flux supplémentaire de passagers, l’offre sera renforcée de 15 % par rapport à un été normal. Ainsi, le RER C (dont le tronçon central est habituellement coupé pour travaux) verra sa fréquence renforcée à une rame toutes les cinq minutes dans Paris intra-muros. De même, la ligne J sera renforcée entre Paris Saint-Lazare et Le Stade (pour desservir le stade Yves-du-Manoir à Colombes avec 8 trains par heure, même aux heures creuses, au lieu de 4. Sur la ligne P, ce seront 6 trains par heure qui iront jusqu’à Vaires-sur-Marne, et sur la ligne N, 4 trains par heure circuleront.
Des stations trop proches des lieux de festivités ou de compétition seront fermées, comme la station de métro Concorde, de même que Tuileries (trop peu capacitaire pour suppléer Concorde). Ainsi, la station Concorde (site de compétition du BMX freestyle, de breaking, de skateboard et de basketball 3 × 3) est fermée sur la ligne 12 du 17 mai au 22 septembre. Puis les accès aux stations Concorde et Tuileries et leurs correspondances sont suspendus du 17 juin au 1er septembre inclus. La station Champs-Élysées - Clemenceau (lignes 1 et 13) ferme du 20 juillet au 11 août, puis du 20 août au 8 septembre. Une semaine avant la cérémonie d'ouverture, une dizaine de stations donnant sur les quais de Seine seront fermés.

### Infrastructures vélo

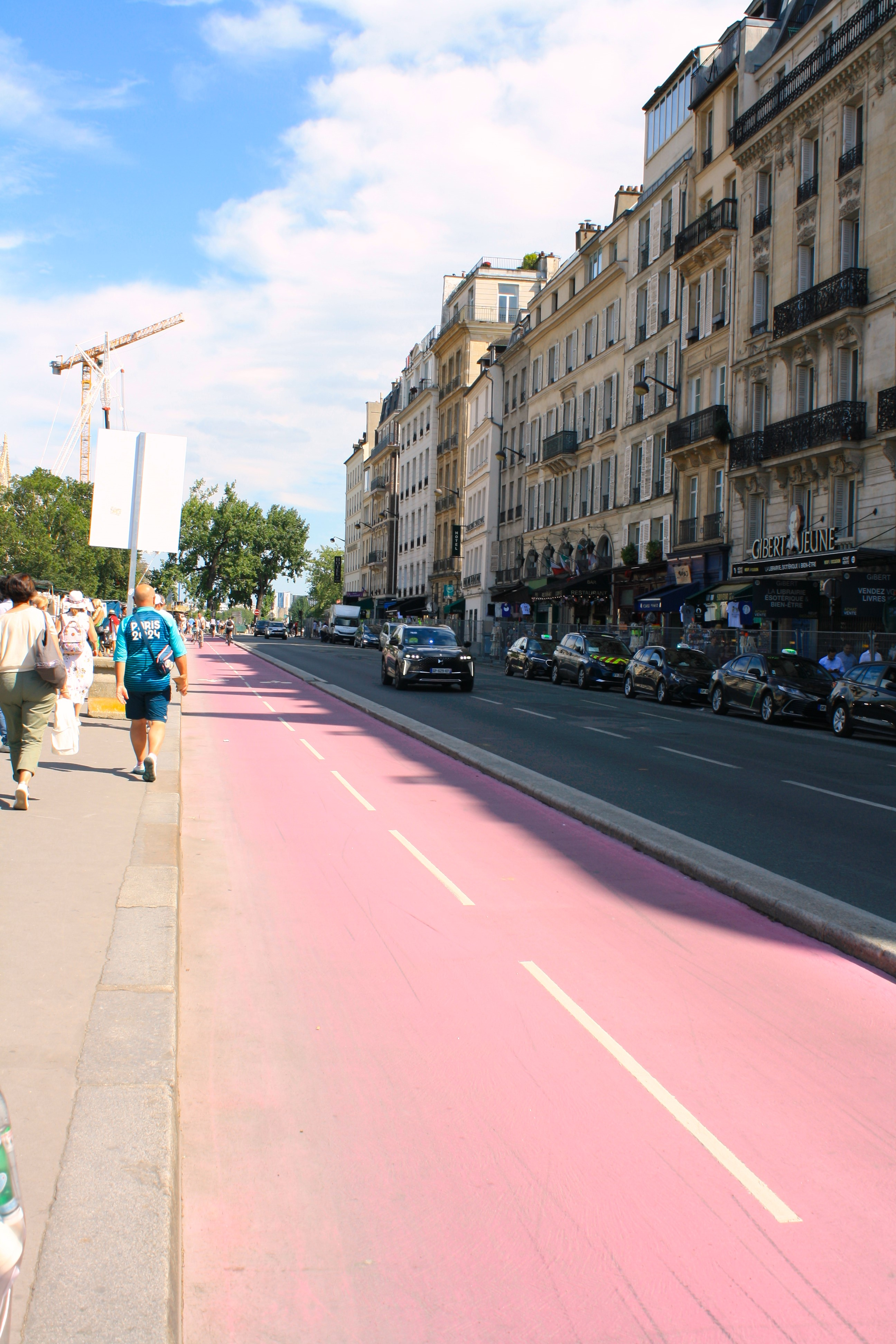
Une piste cyclable « olympiste » le long du quai Saint-Michel.

Le recours au vélo n'était envisagé que de manière secondaire avant la pandémie de Covid-19, se limitant à la finition des pistes cyclables de la rive droite du canal Saint-Denis et la passerelle interne au village olympique. Le développement significatif de l'usage du vélo à Paris et en petite couronne à partir de 2020 et les craintes autour de la fiabilité du réseau de transports collectifs ont entraîné l'intégration du vélo dans le plan de transports durant les JOP, alors qu'en 2022 le Collectif vélo Île-de-France pointait que 90 % des sites olympiques n'étant pas ou peu accessibles à vélo.
Hormis le site de Villepinte, tous les sites devraient disposer de pistes cyclables et d'infrastructures de stationnement. Les sites olympiques devraient être accessibles par 418 km de pistes cyclables, dont 55 km d'« olympistes » (30 à Paris et 25 en Seine-Saint-Denis) aménagés durant l'année précédant les JOP.
Bien que le vélo soit un mode de transport conseillé durant les JOP, certains itinéraires habituels sont fermés, notamment sur le site de compétition de la place de la Concorde.
La Société de livraison des ouvrages olympiques (Solidéo) cofinance la création d'infrastructures cyclables utilisables pendant les Jeux et par la suite, comme la passerelle de Dugny au Bourget, la passerelle du Franc-Moisin à Saint-Denis, la passerelle du Village olympique (seule réservée aux délégations pendant les JOP) en plus ainsi que des aménagements autour du canal Saint-Denis.
Le service de vélos en libre-service Vélib’ doit passer d'ici 2024 de 18 000 à 21 000 vélos disponibles, alors que sept grands sites de compétition seront dotés de stations éphémères. Par ailleurs, les opérateurs de vélos sans station comme Lime, Dott et Tier ont une flotte cumulée de 20 000 vélos. Fin mars, Lime annonce un renfort de 5 000 vélos pour porter sa flotte Lime à 15 000 vélos électriques. Durant les JOP, l'opération passe de 40 à 90 stations et elle porte ses tarifs d'utilisation de 28 à 32 centimes par minutes (ou 10 centimes dans le cadre d'un abonnement mensuel Vélotaf). Cette offre complémentaire connaît un vif succès, notamment auprès des visiteurs étrangers, avec des usages en progression de 50% pour Lime et de 75% pour Dott.
Pour Louis Belenfant, directeur du Collectif Vélo Île-de-France, le vélo « présente un double intérêt. D'abord, il s'agit d'un réseau supplémentaire et complémentaire des transports en commun (...) qui permet de soulager les transports. Deuxièmement, il s'agit d'une expérience plus agréable. Sillonner Paris à vélo, on s'en souviendra plus que de galérer dans les couloirs des métros ou être serré avec des spectateurs dans une navette ». Ainsi, lors des épreuves test des compétitions de cyclisme à Élancourt, 17 % des spectateurs sont venus assister aux épreuves en vélo.

### Transports aériens
De nombreux voyageurs internationaux arriveront par l'aéroport de Roissy, mais également d'Orly et par l'aéroport d'affaires du Bourget. Pour des raisons de sécurité, tous les aéroports franciliens (y compris celui de Beauvais, dans le département de l'Oise, ainsi que les aérodromes de loisirs) seront fermés au moment de la cérémonie d'ouverture, le 26 juillet en soirée. Les aéroports d'Orly et de Roissy géreront une grande partie des arrivées et départs de 64 000 accrédités ainsi que 47 000 équipements sportifs inhabituels (soit dix fois le volume annuel habituel en l'espace de quelques semaines) dont 4 000 de grande taille. Les flux seront massifs en particulier à compter du 18 juillet, date d'ouverture du village olympique, puis après la cérémonie de clôture, puis de nouveau en amont et en aval des Jeux paralympiqyes .
La Région soutient un projet de taxis volants électriques avec un seul passager devant relier Roissy à l'héliport d'Issy-les-Moulineaux et au Vertiport, une barge flottante près de la gare d'Austerlitz sur laquelle serait installée une plate-forme de décollage et d'atterrissage. Ce projet suscite un avis défavorable de la Ville de Paris et des réserves de l'Autorité environnementale. Afin de prévenir la congestion des dessertes routières d'Orly (dont 90 % des salariés s'y rendent en
voiture) et Roissy, Aéroports de Paris promeut le covoiturage des salariés de ces sites.

## Accès aux sites olympiques et paralympiques

### Sites de compétition à Paris et en Île-de-France
| Village olympique de Saint-Denis             | Village olympique de Saint-Denis             |                  |                                                   | Saint-Denis, Saint-Ouen, L'Île-Saint-Denis                                                 | (Saint-Denis Pleyel) | |
| Cérémonie d'ouverture                        | Cérémonie d'ouverture                        |                  | Seine (pont d'Austerlitz - pont d'Iéna)           | Paris                                                                                      | (Saint-Michel - Notre-Dame, Invalides) (Saint-Michel - Notre-Dame, Musée d'Orsay) (Gare d'Austerlitz) (Pont Marie, Châtelet) (Maubert - Mutualité, Cluny - La Sorbonne) (Hôtel de Ville) (Saint-Paul, Hôtel de Ville, Châtelet, Louvre - Rivoli, Palais-Royal, Concorde) (Invalides) (Invalides) (Trocadéro) (Concorde) | |
| Athlétisme                                   | Athlétisme                                   |                  | Stade de France                                   | Saint-Denis                                                                                | (La Plaine - Stade de France) (Stade de France - Saint-Denis) et (Porte de Paris) (Front populaire) (Pleyel) | |
| Rugby à sept                                 |                                              |                  | Stade de France                                   | Saint-Denis                                                                                | (La Plaine - Stade de France) (Stade de France - Saint-Denis) et (Porte de Paris) (Front populaire) (Pleyel) | |
| Cérémonie de clôture                         |                                              |                  | Stade de France                                   | Saint-Denis                                                                                | (La Plaine - Stade de France) (Stade de France - Saint-Denis) et (Porte de Paris) (Front populaire) (Pleyel) | |
| Aviron                                       | Aviron                                       |                  | Stade nautique nautique de Vaires-sur-Marne       | Vaires-sur-Marne                                                                           | (Bussy-Saint-Georges) (Torcy) (Vaires - Torcy) (Chelles - Gournay ; uniquement lors des épreuves d'aviron au bassin d'eau calme) | Lignes de bus spéciales entre les gares et les sites de compétition                                      |
| Canoë-kayak                                  |                                              |                  | Stade nautique nautique de Vaires-sur-Marne       | Vaires-sur-Marne                                                                           | (Bussy-Saint-Georges) (Torcy) (Vaires - Torcy) (Chelles - Gournay ; uniquement lors des épreuves d'aviron au bassin d'eau calme) | Lignes de bus spéciales entre les gares et les sites de compétition                                      |
| Badminton                                    | Badminton                                    |                  | Arena Porte de la Chapelle                        | Paris                                                                                      | (Porte de la Chapelle) (Rosa-Parks) | |
| Gymnastique                                  | Rythmique                                    |                  | Arena Porte de la Chapelle                        | Paris                                                                                      | (Porte de la Chapelle) (Rosa-Parks) | |
| Gymnastique                                  | Artistique                                   |                  | Arena Bercy                                       | Paris                                                                                      | (Bercy) (Gare de Lyon) (Gare de Lyon) | |
| Gymnastique                                  | Trampoline                                   |                  | Arena Bercy                                       | Paris                                                                                      | (Bercy) (Gare de Lyon) (Gare de Lyon) | |
| Basket-ball                                  | Basket 5x5 (phase finale)                    |                  | Arena Bercy                                       | Paris                                                                                      | (Bercy) (Gare de Lyon) (Gare de Lyon) | |
| Basket-ball                                  | Basket 3x3                                   |                  | Place de la Concorde                              | Paris                                                                                      | (Palais-Royal - Musée du Louvre) (Madeleine) (Opéra) (Auber) (Musée d'Orsay) | Stations Champs-Élysées - Clemenceau, Concorde et Tuileries fermées en raison de leur faible capacité    |
| Breakdance                                   |                                              |                  | Place de la Concorde                              | Paris                                                                                      | (Palais-Royal - Musée du Louvre) (Madeleine) (Opéra) (Auber) (Musée d'Orsay) | Stations Champs-Élysées - Clemenceau, Concorde et Tuileries fermées en raison de leur faible capacité    |
| Skateboard                                   |                                              |                  | Place de la Concorde                              | Paris                                                                                      | (Palais-Royal - Musée du Louvre) (Madeleine) (Opéra) (Auber) (Musée d'Orsay) | Stations Champs-Élysées - Clemenceau, Concorde et Tuileries fermées en raison de leur faible capacité    |
| Cyclisme                                     | BMX Freestyle                                |                  | Place de la Concorde                              | Paris                                                                                      | (Palais-Royal - Musée du Louvre) (Madeleine) (Opéra) (Auber) (Musée d'Orsay) | Stations Champs-Élysées - Clemenceau, Concorde et Tuileries fermées en raison de leur faible capacité    |
| Cyclisme                                     | BMX Racing                                   |                  | Stade BMX de Saint-Quentin-en-Yvelines            | Montigny-le-Bretonneux                                                                     | (Saint-Quentin En Yvelines - Montigny-Le-Bretonneux) | |
| Cyclisme                                     | Sur piste                                    |                  | Vélodrome national de Saint-Quentin-en-Yvelines   | Montigny-le-Bretonneux                                                                     | (Saint-Quentin En Yvelines - Montigny-Le-Bretonneux) | |
| Cyclisme                                     | VTT                                          |                  | Colline d'Élancourt                               | Élancourt                                                                                  | (Saint-Quentin En Yvelines - Montigny-Le-Bretonneux) | À 7 km de la gare; des navettes bus spéciales seront disponibles entre la gare et le site de compétition |
| Cyclisme                                     | Sur route (en ligne)                         |                  | Place du Trocadéro (départ) Pont d'Iéna (arrivée) | Paris                                                                                      | (Trocadéro) (Pont de l'Alma) | |
| Cyclisme                                     | Sur route (contre-la-montre)                 |                  | Esplanade des Invalides                           | Paris                                                                                      | (Invalides) (Invalides) | |
| Tir à l'arc                                  |                                              |                  | Esplanade des Invalides                           | Paris                                                                                      | (Invalides) (Invalides) | |
| Beach-volley                                 | Beach-volley                                 |                  | Stade Tour Eiffel                                 | Paris                                                                                      | (Champ de Mars - Tour Eiffel) (Bir-Hakeim) | |
| Pentathlon (tour de classement de l'escrime) | Pentathlon (tour de classement de l'escrime) |                  | Arena Paris-Nord                                  | Villepinte                                                                                 | (Parc des Expositions) | |
| Boxe                                         | 1er tour                                     |                  | Arena Paris-Nord                                  | Villepinte                                                                                 | (Parc des Expositions) | |
| Boxe                                         | phase finale                                 |                  | Stade Roland-Garros                               | Paris                                                                                      | (Michel-Ange - Auteuil, Porte de Saint-Cloud, Michel-Ange - Molitor) (Porte d'Auteuil, Michel-Ange - Molitor) | Desserte renforcée par navettes spéciales                                                                |
| Tennis                                       |                                              |                  | Stade Roland-Garros                               | Paris                                                                                      | (Michel-Ange - Auteuil, Porte de Saint-Cloud, Michel-Ange - Molitor) (Porte d'Auteuil, Michel-Ange - Molitor) | Desserte renforcée par navettes spéciales                                                                |
| Équitation                                   | Équitation                                   |                  | Château de Versailles                             | Versailles                                                                                 | (Versailles-Chantiers, Versailles-Château-Rive-Gauche) (Versailles-Rive-Droite) (Versailles-Chantiers) | Lignes de bus spéciales entre les gares et les sites de compétition                                      |
| Pentathlon                                   |                                              |                  | Château de Versailles                             | Versailles                                                                                 | (Versailles-Chantiers, Versailles-Château-Rive-Gauche) (Versailles-Rive-Droite) (Versailles-Chantiers) | Lignes de bus spéciales entre les gares et les sites de compétition                                      |
| Escalade                                     | Escalade                                     |                  | Site d'escalade du Bourget                        | Le Bourget                                                                                 | (Le Bourget) | |
| Escrime                                      | Escrime                                      |                  | Grand Palais                                      | Paris                                                                                      | (Franklin D. Roosevelt) | Stations Champs-Élysées - Clemenceau, Concorde et Tuileries fermées en raison de leur faible capacité    |
| Taekwondo                                    |                                              |                  | Grand Palais                                      | Paris                                                                                      | (Franklin D. Roosevelt) | Stations Champs-Élysées - Clemenceau, Concorde et Tuileries fermées en raison de leur faible capacité    |
| Football                                     | Football                                     |                  | Parc des Princes                                  | Paris                                                                                      | (Porte de Saint-Cloud) (Porte d'Auteuil, Michel-Ange - Molitor) (Pont du Garigliano - Hôpital européen Georges-Pompidou) | |
| Golf                                         | Golf                                         |                  | Golf national                                     | Guyancourt                                                                                 | (Saint-Quentin En Yvelines - Montigny-Le-Bretonneux) (Massy-Palaiseau) | Lignes de bus spéciales entre les gares et les sites de compétition                                      |
| Haltérophilie                                | Haltérophilie                                |                  | Arena Paris Sud                                   | Paris                                                                                      | (Porte de Versailles) | |
| Handball                                     | Tour préliminaire                            |                  | Arena Paris Sud                                   | Paris                                                                                      | (Porte de Versailles) | |
| Tennis de table                              |                                              |                  | Arena Paris Sud                                   | Paris                                                                                      | (Porte de Versailles) | |
| Volley-ball                                  |                                              |                  | Arena Paris Sud                                   | Paris                                                                                      | (Porte de Versailles) | |
| Hockey sur gazon                             | Hockey sur gazon                             |                  | Stade Yves-de-Manoir                              | Colombes                                                                                   | (Le Stade) | |
| Judo                                         | Judo                                         |                  | Arena Champ de Mars                               | Paris                                                                                      | (La Motte-Picquet - Grenelle) (Champ de Mars - Tour Eiffel) | |
| Lutte                                        |                                              |                  | Arena Champ de Mars                               | Paris                                                                                      | (La Motte-Picquet - Grenelle) (Champ de Mars - Tour Eiffel) | |
| Natation                                     | Natation                                     |                  | Paris La Défense Arena                            | Nanterre                                                                                   | (La Défense - Grande Arche) (La Défense) (Nanterre-Préfecture) | |
| Water-polo                                   | Finale                                       |                  | Paris La Défense Arena                            | Nanterre                                                                                   | (La Défense - Grande Arche) (La Défense) (Nanterre-Préfecture) | |
| Water-polo                                   | Tour préliminaire                            | Centre aquatique | Saint-Denis                                       | (La Plaine - Stade de France) (Stade de France - Saint-Denis) et (Porte de Paris) (Pleyel) | | |
| Natation artistique                          |                                              | Centre aquatique | Saint-Denis                                       | (La Plaine - Stade de France) (Stade de France - Saint-Denis) et (Porte de Paris) (Pleyel) | | |
| Plongeon                                     |                                              | Centre aquatique | Saint-Denis                                       | (La Plaine - Stade de France) (Stade de France - Saint-Denis) et (Porte de Paris) (Pleyel) | | |

À part l'Arena Paris-Nord à Villepinte, tous les sites sont accessibles en vélo et disposent d'un stationnement.
Pour les bus, des déviations sur les lignes habituelles sont possibles. La desserte sera précisée en 2024. Des sites avec des transports lourds peu capacitaires comme le stade Roland-Garros seront renforcés par des navettes spéciales.
Accessibilité PMR : en région parisienne, les gares sont accessibles, de même que la plupart des stations de bus. Pour le métro, seule la ligne 14 l'est.
| Village olympique de Saint-Denis | Village olympique de Saint-Denis |  |                                        | Saint-Denis, Saint-Ouen, L'Île-Saint-Denis | (Saint-Denis Pleyel)                                                                                         |  |
| Cérémonie d'ouverture            | Cérémonie d'ouverture            |  | Place de la Concorde                   | Paris                                      | (Concorde)                                                                                                   |  |
| Para-cyclisme                    | Sur route                        |  | Circuit sur route                      | Clichy-sous-Bois, Chelles                  | (Clichy-sous-Bois Mairie) (Gare de Chelles - Gournay)                                                        |  |
| Para-cyclisme                    | Sur piste                        |  | Vélodrome de Saint-Quentin-en-Yvelines | Montigny-le-Bretonneux                     | (Gare de Saint-Quentin-en-Yvelines)                                                                          |  |
| Athlétisme                       | Athlétisme                       |  | Stade de France                        | Saint-Denis                                | (La Plaine - Stade de France) (Stade de France - Saint-Denis) et (Porte de Paris) (Front populaire) (Pleyel) |  |

### Sites de compétition ailleurs en France
| Basket-ball | Basket 5x5 (1er tour) |                         | Stade Pierre-Mauroy                   | Villeneuve d'Ascq (Lille)  | Hauts-de-France            | 205 km                                                      | TGV (Lille-Flandres, Lille-Europe)               | (Quatre-Cantons - Stade Pierre-Mauroy, Cité Scientifique - Professeur Gabillard) |                                     |
| Handball    | Phases finales        |                         | Stade Pierre-Mauroy                   | Villeneuve d'Ascq (Lille)  | Hauts-de-France            | 205 km                                                      | TGV (Lille-Flandres, Lille-Europe)               | (Quatre-Cantons - Stade Pierre-Mauroy, Cité Scientifique - Professeur Gabillard) |                                     |
| Football    | Football              |                         | Stade de la Beaujoire                 | Nantes                     | Pays de la Loire           | 340 km                                                      | TGV (Gare de Nantes)                             | 1 (Beaujoire, Ranzay)                                                            |                                     |
| Football    | Football              | Stade de Bordeaux       | Bordeaux                              | Nouvelle-Aquitaine         | 500 km                     | TGV (Bordeaux-Saint-Jean)                                   | (Parc des expositions - Stade Matmut-Atlantique) |                                                                                  |                                     |
| Football    | Football              | Stade Geoffroy-Guichard | Saint-Étienne                         | Auvergne-Rhône-Alpes       | 410 km                     | TGV (Saint-Étienne-Châteaucreux)                            | Tramway T3 (Geoffroy Guichard - Musée des Verts) |                                                                                  |                                     |
| Football    | Football              | Stade de Lyon           | Décines-Charpieu (Lyon)               | Auvergne-Rhône-Alpes       | 390 km                     | TGV (Lyon-Part-Dieu, Lyon-Perrache, Lyon-Saint-Exupéry TGV) | et Navettes spéciales (Décines – OL Vallée)      |                                                                                  |                                     |
| Football    | Football              | Stade de Marseille      | Marseille                             | Provence-Alpes-Côte-d'Azur | 660 km                     | TGV (Marseille-Saint-Charles)                               | (Rond-Point-du-Prado, Sainte-Marguerite-Dromel)  |                                                                                  |                                     |
| Football    | Football              | Stade de Nice           | Nice                                  | Provence-Alpes-Côte-d'Azur | 690 km                     | TGV (Nice-Ville)                                            | Tramway (Stade)                                  |                                                                                  |                                     |
| Surf        | Surf                  |                         | Tahiti Teahupo’o                      | Taiarapu-Ouest             | Polynésie française        | 15 735 km                                                   | Avion (Tahiti-Faaa)                              | Lignes interurbaines régulières                                                  |                                     |
| Tir         | Tir                   |                         | Centre national de tir de Châteauroux | Déols (Châteauroux)        | Centre-Val-de-Loire        | 230 km                                                      | Intercités (gare de Châteauroux)                 | Desserte par bus depuis la gare de Châteauroux                                   |                                     |
| Voile       | Voile                 |                         | Marina de Marseille                   | Marseille                  | Provence-Alpes-Côte-d'Azur | 660 km                                                      | TGV (Marseille-Saint-Charles)                    | (Rond-Point-du-Prado)                                                            | Situé à 2 km du site de compétition |

## Organisation des transports en Île-de-France à l'été 2024

### Plan de transport pour l'été 2024
Les métros des lignes 8, 9, 10, 12, 13 et 14, les trains des lignes J (branche Argenteuil), L, N, P et U, ceux des lignes de RER B, C et D  ainsi que les tramways des lignes T3a et T3b seront les plus sollicités. En avril 2024, le prolongement de la ligne T3b vers Porte Dauphine est rendu effectif, ce qui permet une meilleure desserte de la Porte Maillot.
Pour répondre à l’augmentation du flux de voyageurs sur les différentes lignes par rapport à un été normal, l'offre de transport sera renforcée de 15 % et concentrée dans le cœur d'agglomération et sera maximale pour les lignes desservant des sites olympiques comme le RER B et le RER D, la ligne H et le tram T11 qui desservent le Stade de France, le centre aquatique, au Bourget et l’Arena Porte de la Chapelle et le parc des expositions de Paris-Nord Villepinte ainsi que la ligne 14 du métro.
Les sites de transports lourds de capacité limitée seront renforcés par des navettes routières pour les spectateurs : 400 bus articulés seront déployés vers ou depuis tous les sites olympiques et paralympiques en Grande couronne et à Paris Ouest (stade Roland-Garros et parc des Princes).
Pour la RATP, les JOP nécessitent un renfort de 290 conducteurs par rapport à un été traditionnel.

### Restrictions des circulations routières et fluviales

Panneau de pré-signalisation routière française de type C24

Au début de l'été 2023, les modalités de ces restrictions restent non précisées, que ce soit pour les particuliers ou pour les professionnels, les entreprises de transport et de travaux publics étant ainsi dans l'impossibilité de planifier leurs opérations à l'été 2024. Les précisions ne viennent que progressivement et ne sont officialisés qu'en juillet 2024 
Durant la période de compétition, 185 kilomètres de voies en région parisienne sont partiellement réservées aux personnes accréditées, aux transports et aux secours par le décret n° 2022-786 du 4 mai 2022. De 6 h à minuit, une voie est  réservées aux véhicules des personnes accréditées par le COJOP, aux taxis, aux véhicules de transport en commun, aux véhicules destinés à favoriser le transport des personnes à mobilité réduite ainsi qu'aux véhicules de secours et de sécurité.
Ces fermetures concernent l'autoroute A1 de Roissy à la porte de la Chapelle  du 15 juillet au 11 septembre en continu, A4 entre Collégien et la porte de Bercy du 15 juillet au 13 août puis du 30 août au 8 septembre, les A13 entre la porte Maillot et Rocquencourt et A12 entre Rocquencourt et Montigny-le-Bretonneux du 15 juillet au 13 août puis du 27 août au 8 septembre, ainsi que la RN 13 du 15 juillet au 13 août puis du 27 août au 8 septembre,.
Pour le boulevard périphérique, une voie est réservée aux véhicules accrédités par la lecture automatique des plaques d’immatriculation entre Porte de Sèvres et Porte de Bercy du 15 juillet au 13 août puis du 22 août au 11 septembre ,,. À Paris, un couloir dédié aux JOP sera également aménagé sur le quai de Bercy. Il est de même pour le boulevard Anatole France à Saint-Denis entre la sortie de l'A1 et le village olympique.
Les infractions à ces règles sont pénalisées par une amende de 135 euros.
Certaines des voies olympiques ont vocation à perdurer après les JOP pour former un réseau de voies dédiées aux transports en commun au covoiturage et aux taxis sur l’A1 et l’A13 (dans le sens province-Paris) et entre l’A12 et le tunnel de Saint-Cloud.
Dans la métropole de Lille, une « voie JO » est prévue sur la route nationale 227, uniquement en direction du sud. Selon la préfecture, il s'agit d'une voie prioritaire pour les délégations sportives accréditées, mais aussi pour les forces de sécurité et de secours.
Concernant la circulation fluviale, le bras de la Seine qui traverse le village olympique sera fermé de mi-juillet au 8 septembre et son trafic reporté sur le bras Ouest. Non utilisé habituellement, ce bras fait l'objet d'aménagements afin d’être rendu navigable (dragage, installations de pilotage, etc.) pour un investissement de 15 millions d'euros. En outre, aux abords de la date de la cérémonie d'ouverture, prévue le 26 juillet 2024, ainsi que pour les épreuves de nage en eau libre et de triathlon, la navigation devrait être totalement interdite à Paris.

## Transports sur les sites olympiques hors Île-de-France
Hormis les matches au Parc des Princes, les compétitions de football sont organisées en province du 24 juillet au 10 août à Nantes (stade de la Beaujoire), à Bordeaux (stade Matmut Atlantique), à Marseille (stade Vélodrome), à Nice (Stade Allianz Riviera), à Saint-Étienne (stade Geoffroy-Guichard) et à Lyon (parc Olympique lyonnais) selon les modalités habituelles des matches dans ces enceintes.
Les épreuves de surf sont organisées sur le site de Teahupo'o à Tahiti,.

## Financement du plan de transports
Au moment de la candidature de Paris pour l'attribution des JOP, il était proposé d'assurer une gratuité des transports en commun pour les détenteurs de billets pour assister aux épreuves, mais après la révision budgétaire effectuée en 2022 à la suite de la crise inflationniste, Paris 2024 a renoncé au financement de cette mesure. Si les lignes de transports existantes et nouvelles ne sont pas construites spécifiquement pour les Jeux olympiques et ne sont donc pas intégrées à leur budget, l'organisation du plan de transports à l'été 2024 est, lui, évalué à 200 millions d'euros.
Île-de-France Mobilités déclarant ne pas vouloir faire payer aux abonnés franciliens les surcoûts engendrés par l'adaptation du plan de transports durant l'été 2024, cet organisme annonce des tarifs plus importants. Durant les Jeux, cette autorité organisatrice des mobilités met en place un titre de transport temporaire nommé « passe Paris 2024 ». Par rapport au prix en période « normale », la majoration des tarifs de ce titre temporaire, qui ne concerne pas les abonnés franciliens, doit servir à financer le surcoût généré par le renforcement du plan de transport. Le président de la Fédération nationale des associations d'usagers des transports Île-de-France, Marc Pélissier, approuve le choix que les surcoûts liés au plan de transports estival soit à la charge des touristes, mais regrette qu'il impose aux Franciliens qui n'ont pas d'abonnements d'anticiper leurs achats de titres de transports ponctuels pour ne pas payer le prix fort. L'association Plus de trains estime que « l’offre supplémentaire coûte cher et si c’est pas le visiteur qui paie ce sera l’usager du quotidien ou le contribuable. Ce qui est plus surprenant en revanche c’est que la surcharge durera jusqu’au 8 septembre, soit bien au-delà de la cérémonie de clôture du 11 août », arguant une moindre affluence pendant les Jeux paralympiques.